# Mistrzostwa Polski w Judo 1968
12. edycja Mistrzostw Polski w judo odbyła się w roku 1968 w Wołominie. Rywalizowali tylko mężczyźni.

## Medaliści  mistrzostw Polski

### mężczyźni
| Konkurencja: | Złoto:                     | Srebro:                     | Brąz:                                                      |
| -63 kg       | Stanisław Mieczkowski      | Zbigniew Grochowski         | Józef Kruszelnicki Odra Wodzisław Śląski Stanisław Siewior |
| -70 kg       | Marek Pintara              | Czesław Kur Wybrzeże Gdańsk | Andrzej Pawlak Dariusz Przetacki                           |
| -80 kg       | Edward Suchan Wisła Kraków | Krystyn Wójcik              | Jacek Jaworski Stanisław Tokarski                          |
| -93 kg       | Bogdan Naumienko           | Włodzimierz Lewin           | Tadeusz Czubryj Bogdan Krawczyk                            |
| +93 kg       | Zbigniew Werkowicz         | Ksawery Borowik             | Jan Rusak Leszek Lewocki                                   |
| open         | Ksawery Borowik            | Jacek Jaworski              | Ignacy Rudziński Zbigniew Werkowicz                        |